# Isaak ben Eleasar ha-Levi
Isaak ben Eleasar ha-Levi († zwischen 1070 und 1090; auch: Segan Levijah, er wurde auch als „Gaon“ bezeichnet) war Leiter der Jeschiwa in Worms.

## Leben
Seine Ausbildung erhielt er an der Jeschiwa in Mainz. Sein dortiger Lehrer war Elieser ben Isaak.
Er war in Worms einer der Lehrer des Raschi von Troyes. Dieser zitierte ihn später oft in seinen Werken, heute die maßgebliche Quelle, um auf das Werk des Isaak ben Eleasar als Kommentator der Halacha zu schließen. Isaak ben Eleasar und Raschi standen, nachdem letzterer Worms wieder verlassen hatte, weiter in Kontakt und wechselten Briefe. Isaak ben Eleasar befasste sich mit gottesdienstlicher Liturgie und deren Erneuerung (rheinischer Ritus des aschkenasischen Judentums), sowie mit der Exegese der Tora. Weiter sind vier Pijjutim für die Hochzeitsfeier von ihm überliefert.
Isaak ben Eleasar, der auch als Gaon bezeichnet wurde, war verheiratet. Seine Frau hieß Channa. Sie hatten eine Tochter, Bella, und vier Söhne, Ascher, Elieser, Jakob und Samuel. Während Isaak ben Eleasar nach 1070, aber noch vor den dem Pogrom von 1096 starb, wurden seine Witwe und drei seiner Söhne in dem Pogrom ermordet.